# Ioulian Romantchouk
Ioulian Semenovitch Romantchouk (en ukrainien : Юліян Семенович Романчу́к et en polonais : Julian Romanczuk, 1842-1932) né à Krylos dans l'actuel raïon d'Ivano-Frankivsk et mort à Lviv était un auteur, journaliste et homme politique.

## Biographie
Après des études à l'université de Lviv , il fut membre de la membre de la diète du Royaume de Galicie et de Lodomérie, de la membre de la Chambre des députés[Quoi ?] de l'ancien Conseil impérial autrichien entre 1891 et 1897 puis entre 1901 et 1918. Il siégeait avec Kost Levytsky et partageait sa volonté d'indépendance de l'ouest ukrainien.
Il a eu une importante activité d'édition avec la Prosvita et, avec Oleksandr Barvinskyi, il a introduit l'orthographe phonétique en 1890.